# Port Arthur (Film)
Port Arthur ist ein in deutscher und französischer Sprache gedrehter Abenteuerfilm aus dem Jahre 1936 mit Adolf Wohlbrück in der Hauptrolle. Regie führte der als Kameramann bekannt gewordene Ungar Nikolaus Farkas.

## Handlung
1904, zur Zeit des Russisch-Japanischen Krieges.
Die gewaltige Armee des russischen Oberbefehlshabers in Fernost, General Kuropatkin, ist geschlagen, die Flotte Admiral Makarows vernichtet. Port Arthur, die Hafenstadt an der chinesischen Küste, wird von den Japanern belagert. Zu den verbliebenen russischen Besatzern gehört auch der Offizier Boris Ranewsky, Kommandant eines Torpedobootes, der mit seinen Leuten eisern ausharrt. Er soll mit seinen Männern die Festung so lang wie möglich halten. Auch privat befindet er sich in einer äußerst schwierigen Situation: Seine Ehefrau Youki ist Japanerin, sein Schwager Ivamoura ein fanatischer japanischer Nationalist und Offizier, der von Anbeginn gegen die kurz vor Ausbruch der Feindseligkeiten geschlossene Eheschließung seiner Schwester mit dem Russen intrigierte.
Ivamoura versucht indessen, getarnt als chinesischer Kuli, mit Hilfe Youkis in die russische Festung einzudringen. Er appelliert an ihre patriotische Pflicht als Japanerin, als er ihre Mithilfe bei seinen Spionagetätigkeiten fordert. Sie solle herausbekommen, wann der traurige Rest der einst stolzen, russischen Flotte versuchen werde, aus dem Hafen von Port Arthur auszubrechen. Sie weigert sich aus Loyalität ihrem Ehemann gegenüber, Ivamouras Forderung nachzukommen und weist sein Ansinnen brüsk zurück. Als Boris nach sechswöchigem Frontdienst zurückkehrt, bittet sie ihn eindringlich, ihr zu sagen, ob die Russen einen Ausbruchsversuch wagen wollen. Boris weiß von nichts, ist aber umso erstaunter, als er wenig später vom Generalstabsoffizier Kapitän Novitzki erfährt, dass tatsächlich ein Durchbruchsversuch in Planung sei. Wer kann Youki bloß davon erzählt haben?
Bald darauf erhält Boris vom Chef der russischen Gegenspionage, Hauptmann Wossidlow, einen heiklen und gefährlichen Auftrag. Man habe eine japanische Brieftaube abgefangen und dadurch erfahren, dass in Port Arthur ein japanischer Spionagering sein Unwesen treibe. Ranewsky solle deshalb mit seinen Leuten Port Arthur nach feindlichen Spionen durchkämmen. Zuvor aber lädt sich Wossidlow zum Tee bei Ranewsky ein, um dessen japanische Frau näher kennenzulernen und ihr auf den Zahn zu fühlen. Boris, der ein ungutes Gefühl hat, drängt nunmehr Youki ihm zu sagen, woher sie die Information vom anstehenden Flottenausbruch habe. Schließlich gesteht sie ihm die Wahrheit und benennt ihren Bruder, beteuert aber ebenso eindeutig, nicht mit ihm oder den Japanern gemeinsame Sache zu machen.
Der chinesische Besitzer des Teehauses, wo es zu der Begegnung zwischen Youki und ihrem Bruder kam, zeigt sich für einen ordentlichen Obolus bereit, mit den Russen zu kooperieren. Man hofft, Ivamoura oder andere japanische Agenten erneut dorthin locken zu können, um diese dort unisono zu verhaften. Während Boris den Deal im Teehaus perfekt macht, setzt Wossidlow beim Plauderstündchen mit Youki diese derart unter Druck, dass sie den nie verübten Verrat an den Russen gesteht. Um Boris Ranewsky die Schmach zu ersparen, eine japanische Spionin zur Frau genommen zu haben, will Wossidlow sie sogar zum Selbstmord verleiten. Boris kommt im letzten Moment hinzu und macht Wossidlow klar, dass dieser sich mit seinem Verdacht auf dem Holzweg befinde. Als sie den Raum verlässt, schwörend, in keiner Beziehung mehr zu ihrem Bruder zu stehen, steht ihr im Dunkel des Nebenzimmers eine Gestalt gegenüber: Es ist Ivamoura.
Dieser hat sich dort auf der Flucht vor den Russen, deren Razzia die Stadt komplett aufgeschreckt hat, versteckt, und bittet seine Schwester nun um Hilfe. Sie lehnt sein Ansinnen ab und verweist ihn, als er nicht bereit ist, zu gehen, erst einmal in das Arbeitszimmer ihres Mannes. Dort nutzt Ivamoura die Gunst der Stunde und kopiert wichtige militärische Unterlagen von der Festung. Als Youki dazwischen gehen will, droht ihr Bruder, ihren Mann augenblicklich zu erschießen, sollte sie auch nur einen Mucks von sich geben. Gleich nebenan haben sich Wossidlow und Boris mit dem Teehausbesitzer zu einem konspirativen Treffen zusammengefunden, in dem es um die japanischen Spione geht, die sich demnächst bei einem Stelldichein zusammenfinden werden. Ivamoura bekommt alles mit und kann im letzten Augenblick seine Leute vor der russischen Falle warnen.
Die russischen Pläne werden an die japanischen Belagerer weitergeleitet und Ivamoura rechnet mit dem ein verräterisches Doppelspiel betreibenden Teehausbesitzer ab. An dessen Leiche verhaftet Boris Ranewsky seinen Schwager. Ivamouras Bitte, um einen ehrenvollen Selbstmord und um Youki die Schande eines Verrats zu ersparen, lässt Boris‘ Blut erstarren. Hat also seine Frau gelogen und doch mit den Japanern kollaboriert? Er ist fassungslos. Obwohl er annehmen muss, damit seiner Frau der russischen Gerichtsbarkeit auszuliefern, gehorcht Boris seinem soldatischen Eid und übergibt Ivamoura der russischen Gegenspionage. Die von Ivamoura kopierten Pläne von Fort II haben dazu geführt, dass das japanische Kanonenfeuer allmählich die Festungsverteidiger zermürbt. Die Niederlage der verbliebenen russischen Garnison scheint nur noch eine Frage von Stunden. Boris erhält den Auftrag, mit den Fahnen der russischen Regimenter an Bord, mit seinem Torpedoboot den japanischen Blockadering zu durchbrechen, um wenigstens die russische Ehre zu retten.
Währenddessen lässt es sich Hauptmann Wossidlow nicht nehmen, Youki und ihren Bruder erneut scharfer Verhöre zu unterziehen. Ivamoura hat nur noch einen Wunsch: Er will die schäbigen Tarnklamotten ausziehen und in seiner japanischen Offiziersuniform ehrenvoll füsiliert werden. Youki hingegen soll vor ein Kriegsgericht gestellt werden, ihr Verrat scheint erwiesen. Boris hat nun ebenfalls den Glauben an die Aufrichtigkeit seiner Frau verloren. Da eine Kapitulation der verbliebenen Russen unmittelbar bevorsteht, werden die Exekutionen eingestellt und Youki aus ihrer Haft entlassen. Sie rennt daraufhin in die Stadt, um in Port Arthur nach ihrem Mann zu suchen und ihm alles erklären zu können. Auf dem Torpedoboot finden beide wieder zueinander. Boris scheitert mit seinem Versuch, den japanischen Ring zu durchbrechen. Aber wenigstens die Regimentsfahnen sollen nicht in japanische Hände geraten, und so gibt Kapitän Ranewsky die Order, alle Schotten zu öffnen und das Schiff zu fluten. Im Augenblick ihres Todes fallen sich der Russe und seine japanische Frau in die Arme – genau an dem Ort, wo sie einst getraut wurden: in der Offiziersmesse.

## Produktionsnotizen
Port Arthur, dem ein Roman von Pierre Frondaie zugrunde liegt, wurde ab Mitte August 1936 bis weit in den September hinein in den Prager Barrandov-Ateliers als tschechisch-französische Co-Produktion hergestellt. Der Film wurde jedoch in keiner tschechischen Fassung hergestellt, sondern erhielt lediglich eine deutsch- und eine französischsprachige. Die deutsche Version wurde am 7. Dezember 1936 in Berlins Ufa-Palast am Zoo uraufgeführt und lief am 22. Januar 1937 auch in Prag an. Die französische Version, die Wohlbrück als „Adolphe Wohlbruck“ plakatierte, fand ihre Pariser Premiere am 11. Dezember 1936 und wurde in Prag erstmals am 15. Januar 1937 gezeigt. In Österreich (Wien) lief der deutsche Film Weihnachten 1936 an.
Während an der deutschen Fassung ausschließlich dem NS-Regime genehme Mitarbeiter teilnahmen, waren bei der französischen Fassung auch aus Hitler-Deutschland geflohene Filmschaffende beteiligt. So trat Otto Heller dort als einer der beiden Kameraleute in Erscheinung, und Arnold Lippschitz beteiligte sich am französischen Drehbuch. Wie schon bei Adolf Wohlbrücks vorhergehendem, internationalen Abenteuerfilm Der Kurier des Zaren hatte auch bei Port Arthur der Franzose Pierre O’Connell die Gesamtleitung und der Deutsche Walter Guse die Produktionsleitung. Die am Kurier des Zaren gleichfalls beteiligten, exilrussischen Filmarchitekten Ivan Lochakoff und Vladimir Meingard entwarfen auch die Bauten für Port Arthur.
Unmittelbar nach Abschluss der Dreharbeiten reiste Hauptdarsteller Wohlbrück, für den Port Arthur der letzte deutschsprachige Film vor seinem Exil werden sollte, Ende September 1936 in die USA ab, um dort im Remake seines großen Publikumserfolges Der Kurier des Zaren, The Soldier and the Lady, erneut den Michael Strogoff zu spielen.

## Kritiken
Die zeitgenössischen, deutschsprachigen Kritiken besprachen den Film mit einigem Pathos. Nachfolgend eine kleine Auswahl:
Das Neue Wiener Journal schrieb nach Ansicht der Berliner Premiere in seiner Ausgabe vom 8. Dezember 1936 auf Seite 19: „Die grandios gestalteten Schlachtenbilder sind ein wirkungsvoller Hintergrund für die eindrucksvollen schauspielerischen Leistungen Adolf Wohlbrücks und Paul Hartmanns, denen sich noch Karin Hardt als die kleine Japanerin zugesellt.“
Im Neuigkeits-Welt-Blatt hieß es in der Ausgabe vom 8. Dezember 1936 auf Seite 10: „Liebe und Spionage, unerbittliches Kriegsgeschick und heldenhafter Opfertod geben diesem Film ein achtenswertes Gepräge, zumal auch eine größtenteils meisterhafte Darstellung das Publikum zu packen und die weiblichen Kinobesucher vielfach sogar zu Tränen zu rühren weiß.“
In der Österreichischen Film-Zeitung wurde in der Ausgabe vom 1. Januar 1937 auf Seite 7 „Das sensationelle Filmdrama“ Port Arthur mit einigem Werberummel angekündigt: „Ein Film voll Spannung und Leidenschaft. Ein mit besonderem Aufwand inszenierter Film.“
Das Lexikon des internationalen Films urteilte nach dem Krieg sachlicher: Nicht uninteressanter Kriegsfilm – mit dem nationalistischen Pathos der dreißiger Jahre – über die Kämpfe zwischen den Russen und Japanern 1904/05 um die Festung Port Arthur, die den besser spionierenden Japanern zufällt. […] Der ansehnlich gespielte Film ist randvoll von Ruhmesphrasen über Soldatenehre und Pflichterfüllung.